# Terrae filius

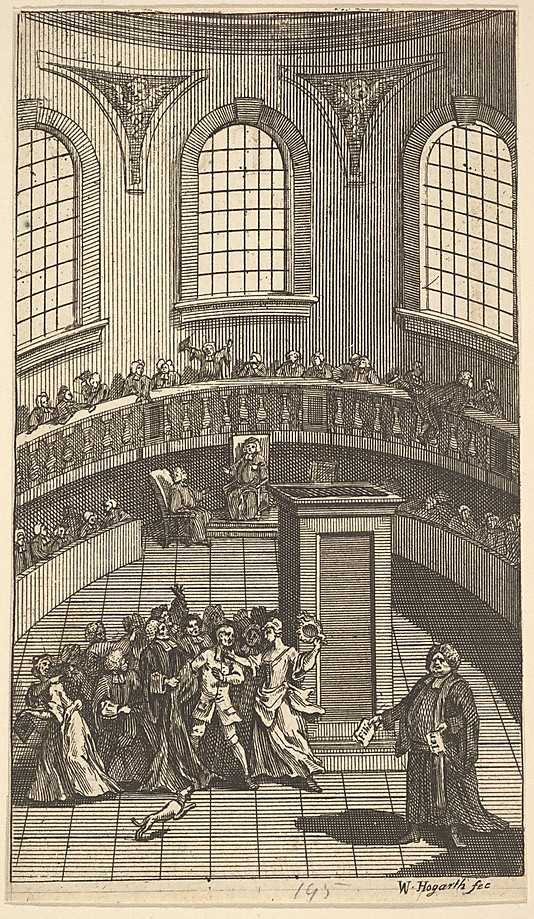
Frontispicio de Terrae-filius, o la historia secreta de la Universidad de Oxford (1726), de William Hogarth

El terræ filius (hijo de la tierra) fue un orador satírico que llegó a hablar en las ceremonias públicas de la Universidad de Oxford, durante más de un siglo. Incluyeron una sanción oficial para los ataques personales, sin embargo algunos de los oradores se pasaron de la raya y tuvieron serios problemas. La costumbre finalizó en el siglo XVIII. El orador similar en la Universidad de Cambridge fue llamado "prevaricador".
El poema obsceno The Oxford-Act (1693) incluye un discurso terræ filius el cual adjudica a Alicia D'Anvers .  Nicholas Amhurst tomó Terrae-filius, o la historia oculta de la Universidad de Oxford como título de una serie de ensayos periódicos los cuales aparecieron a partir de 1721 y formaron un libro de 1726.

## Lista de Terræ Filius
- 1591 Supuestamente "Thomas Tomkins", aunque no se pudo rastrear a este individuo. Esta es la terræ filius más antigua actualmente conocida.[5]
- 1592 John Hoskins, fue expulsado[6]
- 1637 "Mr. Masters", fue expulsado[7]
- 1651 William Levinz[8] y Thomas Careles[9]
- 1655 Robert Whitehall[10] y John Glendall[9]
- C. 1656 terræ filius sin nombre el cual fue arrestado a la fuerza en el podio y llevado a la prisión de Bocardo debido a su lenguaje ofensivo[7]
- 1657 Daniel Danvers[7]
- 1657 Lancelot Addison, obligado a retractarse[11]
- 1658 Thomas Pittys, fue expulsado[7]
- 1661 (uno de varios) Arthur Brett
- 1663 John Edwards y Joseph Brooks[9]
- 1664 William Cave y Richard Wood, "detenidos en su regencia" [7]
- 1665-8 no terræ filius [9]
- 1669 Thomas Hayes y Henry Gerard, ambos fueron expulsados[7]
- 1670 no terrae filius [9]
- 1671 John Roderham y Nicolás Hall[9]
- 1673 Juan Shirley[12]
- 1674 Carlos Layfield[9]
- 1675 Venables Keeling[9]
- 1676 Balthazar Vigures, fueron  expulsados,[13] y John Crofts, capellán del New College, que se retractó tras el discurso por lo que no fue expulsado[7]
- 1681 John More, golpeado con un garrote después del discurso[7]
- 1682 Henry Boles[14] y Jacob Allestry[15]
- 1683 Miguel Smith[14]
- 1684 Henry Walbanke y Thomas Easton[14]
- 1693 Robert Turner y Henry Aldworth.[14] Todos sus discursos (en latín ) se conservan en el cuaderno de Thomas Hearne .[7]
- 1703 Roberto Roberts;[16] este año William Delaune fue atacado[17]
- 1706 Teodoro Brooke[7]
- 1713 Bernard Gardiner anuló un discurso Whig, como una amenaza a la estabilidad política.  El discurso se imprimió, pero se quemaron algunas copias.[7]
- 1713-33 Sin tierra filius [7]
- 1733 No terrae filius sino un discurso se imprimió de forma anónima.[7]
- 1763 Aparición final de la terræ filius, estrictamente censurada por la universidad y libre de comentarios impropios.[7]